# 領銜主教

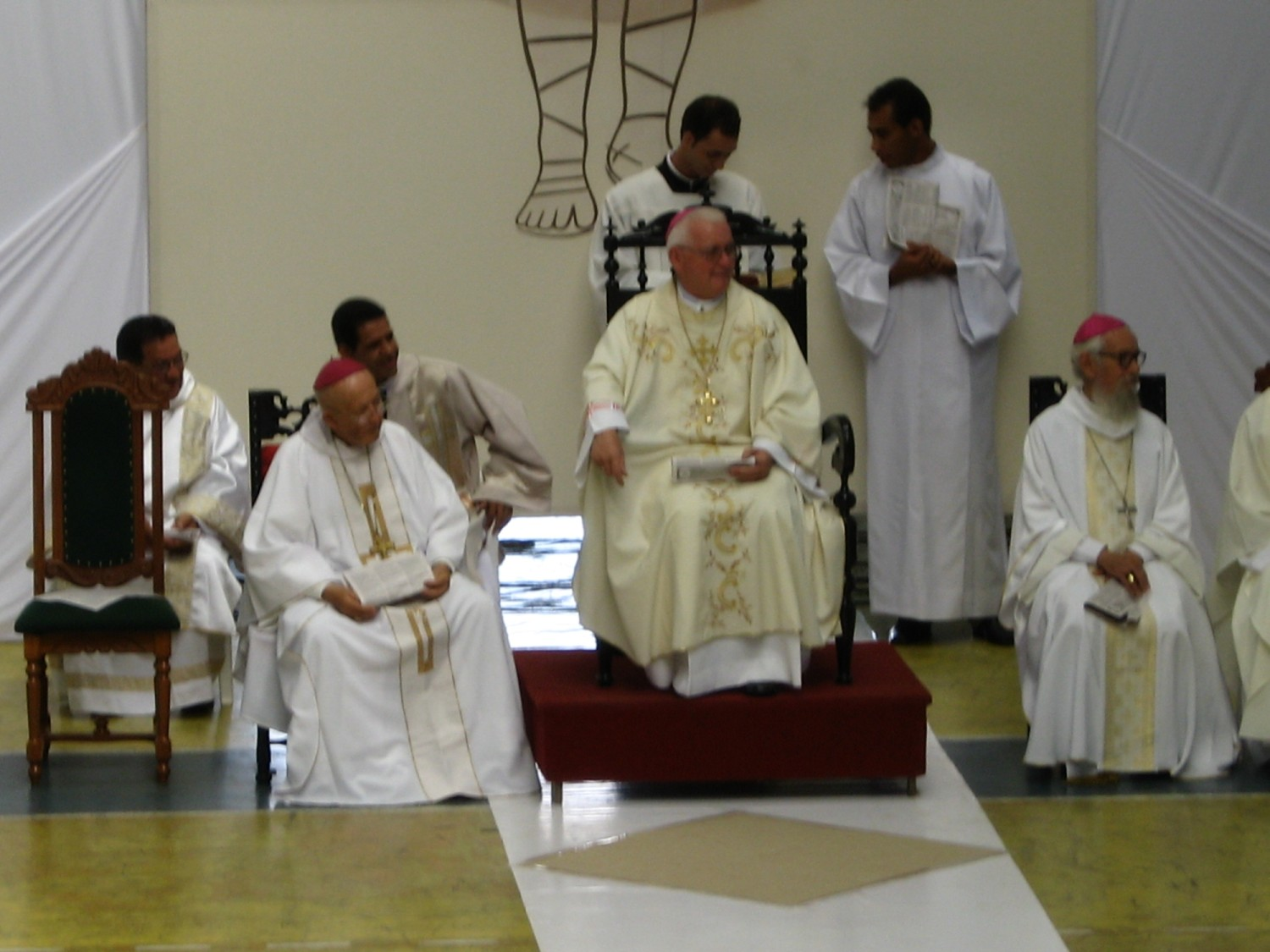

領銜主教（英語：titular bishop）是指沒有實質轄理教區的主教。一般而言在天主教與東正教的制度中主教是各地方教會教區的監督者，不過也有像領銜主教這類雖然已經領有主教品的神職，但是卻是負責各種教會職務而非以管理教區為職責者。像是擔任宗座代牧區的宗座代牧，或是聖座的外交官以及部門主管等職位。這時，通常會將歷史上存在過、實際上因裁併等原因而消失的教區名稱當作領銜主教名義上的轄理教區。此外已經退休的教區主教亦會被視為領銜主教，只是他們會被稱為原先教區的榮休主教。

## 制度
在天主教的制度中定義只要沒有所轄教區的主教就是領銜主教。這包括了各教區的輔理主教與助理主教、退休的主教、宗座代牧、教廷大使、聖座各部門主管，還有因受封羅馬市郊七個教區的主教銜而列主教級樞機者（因為他們並沒有真的去轄管這些教區）。
大多數的領銜主教都有一個名義上受其管理的教區，稱為領銜教區（titular see），名稱取自因合併或改制等原因而不復存在的教區名稱。一方面可以達成主教各有所牧的精神；另一方面可以用來記念這些曾經存在過的教區。在早年是用來記念被其他宗教改宗的地區；近年則是指因當地教會發展而分割，或是幾個鄰近教區合併而消失的教區名稱。
領銜主教在各地受宗座及當地主教團委任職務者，如輔理主教與助理主教屬於當地主教團的法定成員，並享有在主教會議的表決權；其他在該教區居住的領銜主教則不是當地主教團的法定成員，但是可以被招集出席主教會議並賦予表決權。

## 主教級樞機
除了以東方禮天主教宗主教身分被擢升為樞機者會直接以他們管理的教區為頭銜外，主教級樞機都是分配到羅馬郊區七個教區為領銜教區為其領銜教區，其中的奧斯底亞教區已經被併入羅馬教區而消失，僅供樞機團團長領銜用。
至於其他六個教區都還存在著，並有自己的正權主教。只是同時在名義上當作主教級樞機領銜用，以延續原先主教級樞機都是由這七個教區主教擔任的傳統。領有該教區頭銜的主教級樞機並不能插手於該教區的運作。
此外由於樞機團團長都是由領羅馬郊區教區銜的主教級樞機中選出，且團長在被選上後會繼續保有自己之前領銜的教區頭銜，因此事實上的領羅馬城郊教區銜的樞機只有六人。

## 無領銜教區者
領銜主教中有兩個例外不會被給予一個名義上的領銜教區。一個是退休的教區主教或稱榮休主教，他們在慣例上會保留自己退休前牧養的教區名稱作為頭銜；另一個則是助理主教，雖然有段時間助理主教也會被分配領銜教區，但現在他們會使用自己預定會繼承的教區作為頭銜。
以天主教香港教區榮休主教陳日君樞機為例，在他被任命為天主教香港教區的助理主教時，頭銜為香港教區助理主教，而沒有加上領銜教區。在他從天主教香港教區主教任上退休後，除另外被拔擢的樞機銜外，也保有香港教區榮休主教這個頭銜。